# パラダイム (出版社)
株式会社パラダイム（英：Paradigm Corp.）は、日本の出版社。1996年創業。

## 概要
当初は特撮の関連本や官能小説等を刊行していたが、2003年頃より創業以来の主力となっていた美少女ゲーム（アダルトゲーム）の小説化作品レーベル「PARADIGM NOVELS（パラダイムノベルス）」に特化。
2000年代には多数のレーベルを展開しており、美少年ゲームを原作とした小説の「ブルーミントノベルス」、オリジナル小説の「Can♥d select（キャンディセレクト）」「グラスブルーノベルス」のほか、美少女ゲーム原画集「Art Pack」シリーズなどを刊行。
2009年に「ぷちぱら文庫」を創刊し、2010年代には主力を文庫レーベルに移してラインナップを広げている。2011年には、同社初となるオリジナル作品のジュブナイルポルノ専門レーベル「ぷちぱら文庫Creative」を創刊した。
また、2008年にはビジュアルアーツの「VA文庫」創刊に協力し、販売の取り扱いを開始した。
公式サイトではパラダイム出版という表記が見られるが、社名はあくまでも株式会社パラダイムである。

## 主な刊行物
新書レーベル
- PARADIGM NOVELS（パラダイムノベルス） - 1996年7月創刊[1]、2013年11月刊行停止[2]。
- GLASS BLUE NOVELS（グラスブルーノベルス） - 2002年9月創刊[3]、2003年4月刊行停止[4]。
- Blue Mint Novels（ブルーミントノベルス） - 2000年12月創刊[5]、2004年12月刊行停止[6]。
- Can♥d select（キャンディセレクト） - 2002年5月創刊[7]、2004年7月刊行停止[8]。
- KiNG novels（キングノベルス） - 2015年12月創刊[9]、刊行中。
- キネティックノベルス - 2022年9月創刊[10][11]、刊行中。

文庫レーベル
- ぷちぱら文庫 - 2009年10月創刊[12]、刊行中。
- ぷちぱら文庫Creative - 2011年2月創刊（最初期は「ぷちぱら文庫」内のシリーズ）[13]、刊行中。
- まるち文庫 - 2010年12月創刊[14]、2013年12月刊行停止[15]。
- オトナ文庫 - 2014年9月創刊[16]、刊行中。

官能小説
- Fukamachi Kaoru selection - 深町薫セレクション（全3巻） - 2003年3月刊行。
- Hanazono Ran selection - 花園乱セレクション（全3巻） - 2002年9月刊行。
- Kitayama Etsushi selection - 北山悦史セレクション（全3巻） - 2002年1月刊行。
- Mutsuki Kagerou selection - 睦月影郎セレクション（全3巻） - 2002年7月刊行。
- Naitoh Mika selection - 内藤みかセレクション（全3巻） - 2002年12月刊行。

画集
- Art Pack（アートパック）

関連レーベル
- VA文庫